# Kuckó
A Kuckó a Magyar Televízió 1968 januárjában indított, gyerekeknek szóló, havonta jelentkező természetbarát, ismeretterjesztő sorozata volt. A műsor fő témái a szabadon élő állatok, az otthoni állattartás, a növények gondozása és az egészségvédelem voltak. Néhány kivétellel az adások forgatókönyvét Bálint Ágnes írta és Beregszászi Mária rendezte.
A Kuckó műsorvezetői kezdetben Kisbán Andrea (1968–1969) és Sárváry András (1968–1973) egyetemi hallgatók, 
majd dr. Králik Géza (1971–1975) a Budapesti Állatkórház igazgatója voltak. 
Ezután Maros Gábor (1975–1977) és Kalocsay Miklós (1976–1990) színészek vették át a feladatot.
Kalocsay kiválása után 1991-ben még néhány rész adásba került, majd májustól a műsor megszűnt.
1994 júniusában a Kuckó újra indult dr. Hargitay András állatorvos, világbajnok úszó közreműködésével.
1995 decemberében volt látható az utolsó rész, ezután a Kuckó végleg megszűnt.

## Díjak
- A Magyar Televízió nívódíja (1975,[3] 1984[4])